# Sei Nazioni femminile 2012
Il Sei Nazioni femminile 2012 (in inglese 2012 Women’s Six Nations Championship; in francese Tournoi des Six Nations féminin 2012) fu l’11ª edizione del torneo rugbistico che vede annualmente confrontarsi le Nazionali femminili di Francia, Galles, Inghilterra, Irlanda, Italia e Scozia, nonché la 17ª in assoluto, considerando anche le edizioni dell’Home Championship e del Cinque Nazioni.
In programma dal 3 febbraio al 18 marzo 2012, tale torneo, insieme a quello successivo del 2013, era anche parte delle qualificazioni alla Coppa del Mondo 2014; infatti, le migliori due squadre della classifica combinata delle citate edizioni di torneo tra Galles, Irlanda, Italia e Scozia (essendo le altre due squadre già ammesse alla competizione) accedettero direttamente alla Coppa del Mondo, mentre invece le ultime due di tale classifica avrebbero dovuto disputarsi la qualificazione in un torneo organizzato dalla FIRA — AER nel 2013 che raccoglieva le migliori classificate di prima e seconda divisione del campionato europeo 2012.
Ad aggiudicarsi la vittoria finale fu, per la 13ª volta (7ª consecutiva), l’Inghilterra che, nell’occasione, realizzò anche il suo 12º Grande Slam e chiuse il torneo, prima squadra a compiere tale prestazione nella storia della competizione, senza aver subìto alcuna meta.
L’incontro d’apertura tra Irlanda e Galles ad Ashbourne fu sospeso alla fine del primo tempo per via del freddo proibitivo e del campo semighiacciato che, a giudizio dell’arbitro scozzese Kevin White, metteva a rischio l’incolumità delle giocatrici; fu rigiocato un mese più tardi nella stessa sede e vinto dalle irlandesi (peraltro in vantaggio per 10-3 al momento della sospensione del precedente incontro) con il punteggio di 36-0.
A chiudere in coda al torneo fu la Scozia, al suo secondo whitewash consecutivo, che rimase a zero punti per le prime quattro partite e segnò i suoi unici punti nel torneo a Rovato contro l’Italia nell’incontro perso 12-29 dalle britanniche.
Per quanto riguardava altresì le qualificazioni mondiali, la classifica provvisoria delle pretendenti a un posto alla Coppa del 2014 vedeva in testa l’Irlanda e, a seguire, Galles, Italia e Scozia.
Per la prima volta nella sua storia il torneo ebbe copertura televisiva: nel Regno Unito Sky Sports trasmise in diretta gli incontri interni dell’Inghilterra, mentre France Télévisions fece lo stesso per l’incontro interno delle transalpine contro le loro rivali d’Oltremanica che si tenne allo Stadio Charléty di Parigi.

## Risultati

### 1ª giornata
| Arbitro: | Sylvie Bros |

|                                                                     |    |  |
| Neville 8’ Spence 34’ Kavanagh 40’ Miller 42’ Bourke 53’ Baxter 62’ | mt |  |
| Briggs 34’, 42’, 62’                                                | tr |  |

| Arbitro: | Claire Hodnett |

|                                                         |      |  |
| Ba 8’ Tremoulière 21’ Hebel 29’ Ladagnous 32’ Pelle 80’ | mt   |  |
| Bailon 8’, 29’                                          | tr   |  |
| Bailon 19’                                              | c.p. |  |

| Arbitro: | Sherry Trumbull |

|  |    |                                                                                              |
|  | mt | 4’ Packer 6’, 28’ Staniford 30’ Burnfield 34’, 47’ Merchant 50’ Hunt 57’ Scarratt 72’ Keates |
|  | tr | 30’ Daley-Mclean                                                                             |

### 2ª giornata
| Arbitro: | Sherry Trumbull |

|               |      |            |
| Ladagnous 19’ | mt   | 76’ Molloy |
|               | tr   | 76’ Briggs |
| Bailon 32’    | c.p. |            |

| Arbitro: | Clare Daniels |

|                                  |    |  |
| Kift 19’ Taylor 28’ Day 42’, 47’ | mt |  |

| Arbitro: | Itzar Díaz |

|                       |      |                                                                                     |
|                       | mt   | 6’ Keates 12’ Scarratt 27’ Roberts 35’ Large 60’ tecnica 75’ Stanifield 80’ Burford |
|                       | tr   | 6’, 12’, 35’, 60’ Scarratt                                                          |
| Veronica Schiavon 34’ | c.p. |                                                                                     |

### 3ª giornata
| Arbitro: | Joyce Henry |

|                                                              |      |                       |
| Kavanagh 5’, 14’ Neville 29’ Davis 62’ Reilly 72’ Murphy 80’ | mt   | 39’ Molic             |
| Briggs 5’, 14’, 29’, 72’ Davitt 80’                          | tr   | 39’ Veronica Schiavon |
|                                                              | drop | 55’ Tondinelli        |

| Arbitro: | Federica Guerzoni |

|  |      |                                            |
|  | mt   | 5’ Ba 38’ Bouisset 43’ Mignot 60’ de Nadaï |
|  | c.p. | 33’ Bailon                                 |

| Arbitro: | Sylvie Bros |

|                                                                          |      |  |
| Staniford 3’ Scarratt 34’ Burnfield 46’ Wilson 49’ Turner 52’ Hunter 67’ | mt   |  |
| Daley-Mclean 33’                                                         | c.p. |  |

### 4ª giornata
| Arbitro: | Sylvie Bros |

|                                 |      |  |
| Spence 4’ Baxter 28’ Miller 70’ | mt   |  |
| Briggs 4’                       | tr   |  |
| Briggs 42’                      | c.p. |  |

| Arbitro: | Sean Gallagher |

|                                       |      |                     |
| Evans 10’ Flowers 32’ Thomas 41’, 50’ | mt   | 62’ Este            |
| Prosser 38’, 40’                      | tr   | 62’ Tondinelli      |
| Prosser 41’                           | c.p. | 16’, 25’ Tondinelli |

| Arbitro: | Nicky Inwood |

|            |      |                         |
|            | mt   | 47’ Scarratt 52’ Wilson |
|            | tr   | 47’ Daley-McLean        |
| Balion 59’ | c.p. | 27’ Scarratt            |

### 5ª giornata
| Arbitro: | Nicky Inwood |

|                                    |      |                |
| Daley-McLean 58’ Turner 72’        | mt   |                |
| Daley-McLean 58’, 72’              | tr   |                |
| Daley-McLean 19’, 28’ Scarratt 53’ | c.p. | 5’, 30’ Briggs |

| Arbitro: | Clare Daniels |

|                                                            |    |                      |
| Furlan 8’ Gaudino 22’ Chindamo 38’ Castellarin 44’ Gai 78’ | mt | 55’ Harris 72’ Dixon |
| Veronica Schiavon 38’, 44’                                 | tr | 55’ Ritchie          |

| Arbitro: | Mhairi Hay |

|  |    |                                                        |
|  | mt | 4’, 62’ Mignot 16’ Forlani 70’ Ladagnous 73’ Portaries |
|  | tr | 16’ Bailon 62’, 73’ Trémoulière                        |

## Classifica
| Pos | Squadra     | G | V | N | P | PF  | PS  | DP   | Pt |
| --- | ----------- | - | - | - | - | --- | --- | ---- | -- |
| 1   | Inghilterra | 5 | 5 | 0 | 0 | 161 | 12  | +149 | 10 |
| 2   | Francia     | 5 | 4 | 0 | 1 | 97  | 22  | +75  | 8  |
| 3   | Irlanda     | 5 | 3 | 0 | 2 | 109 | 41  | +68  | 6  |
| 4   | Galles      | 5 | 2 | 0 | 3 | 50  | 113 | −63  | 4  |
| 5   | Italia      | 5 | 1 | 0 | 4 | 55  | 157 | −102 | 2  |
| 6   | Scozia      | 5 | 0 | 0 | 5 | 12  | 149 | −137 | 0  |